# 易北河砂岩山脈

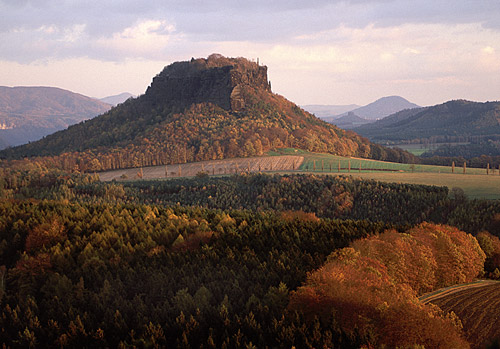

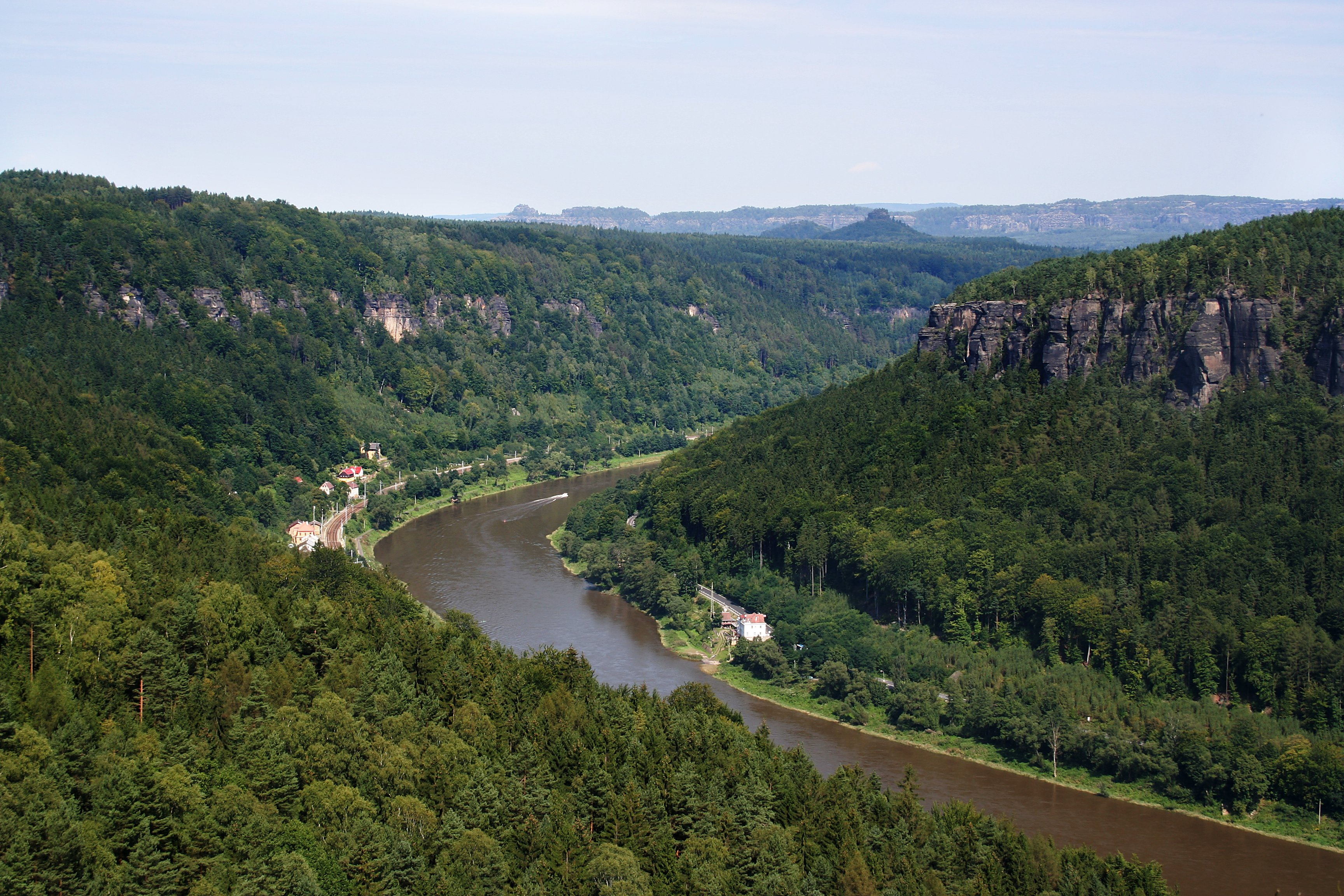

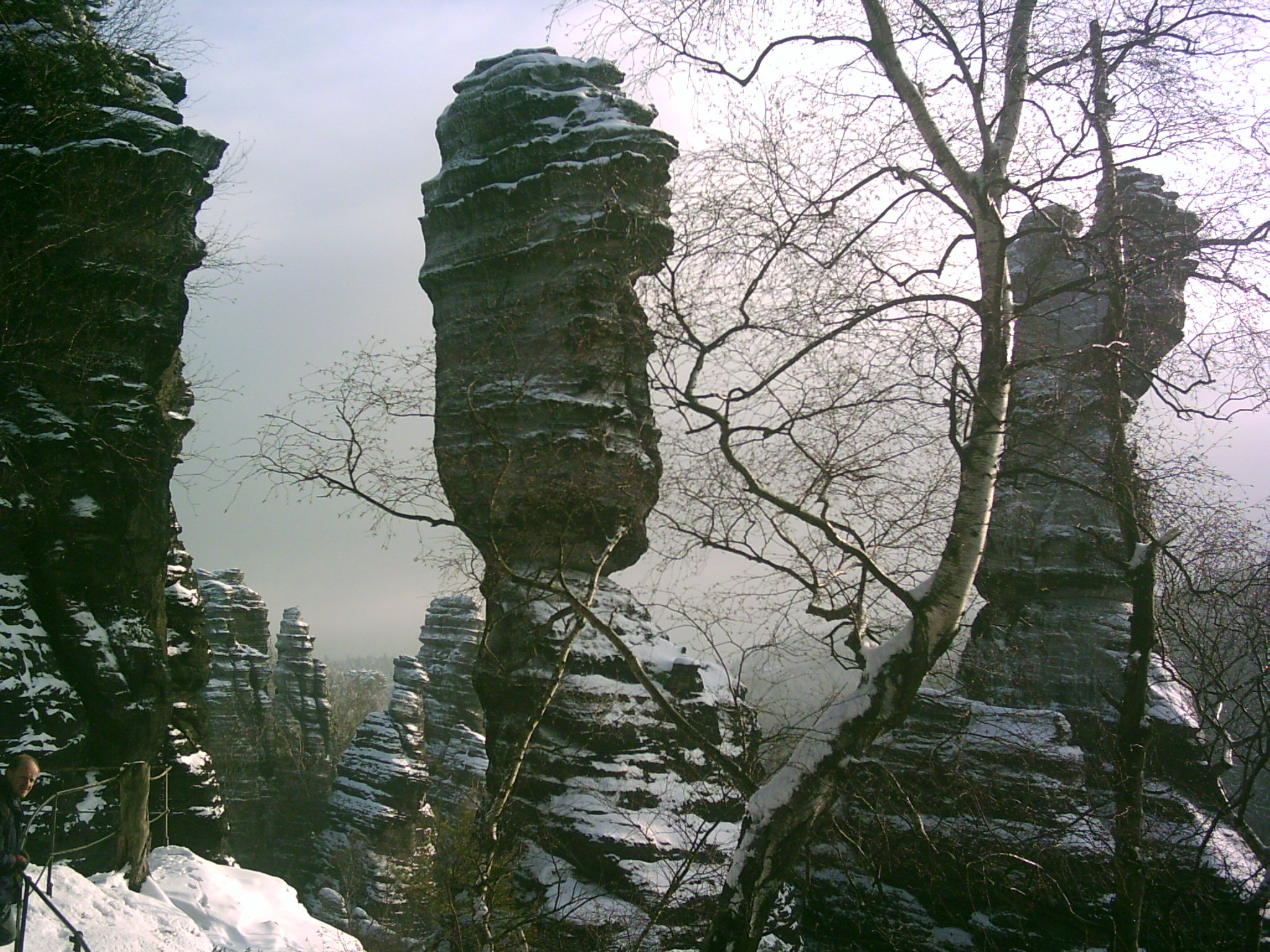

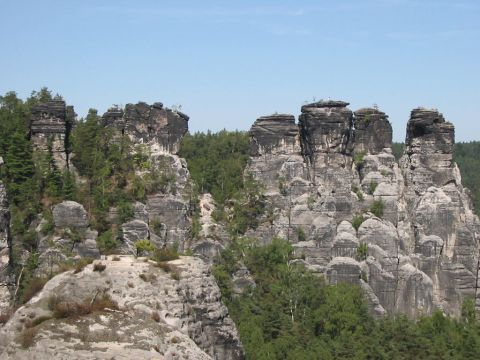

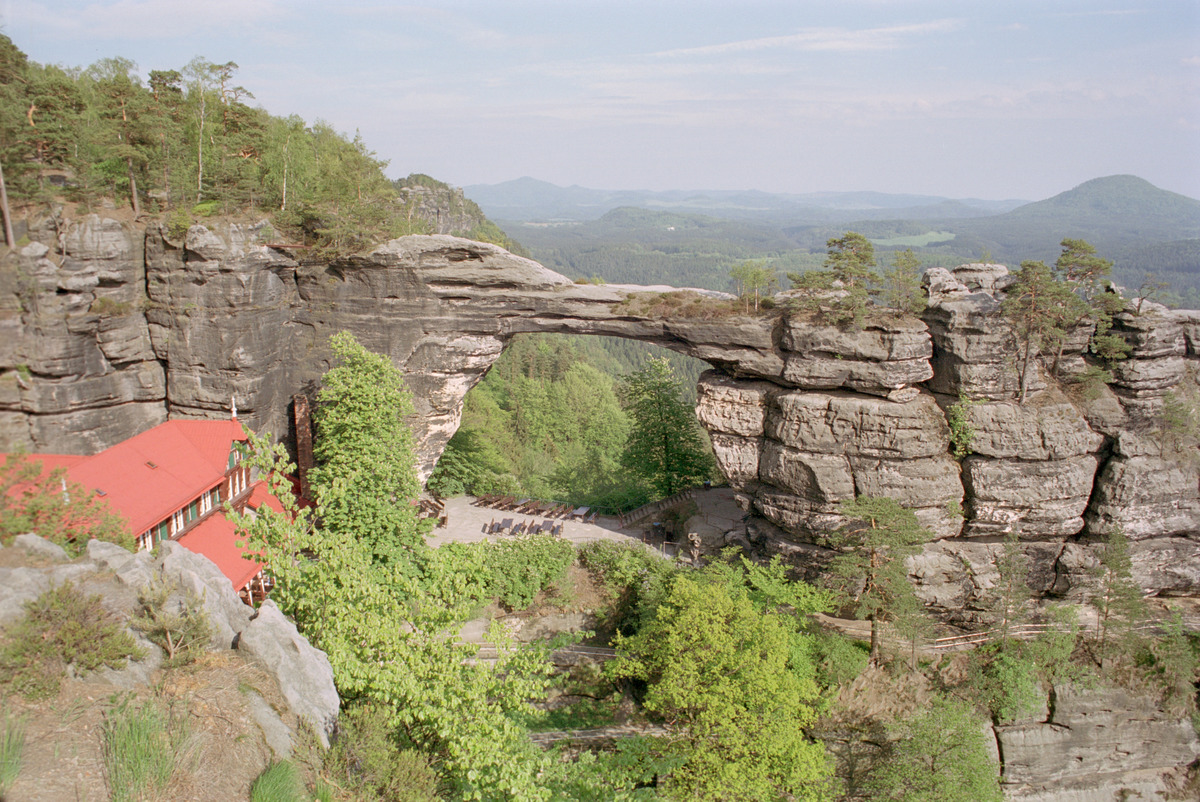

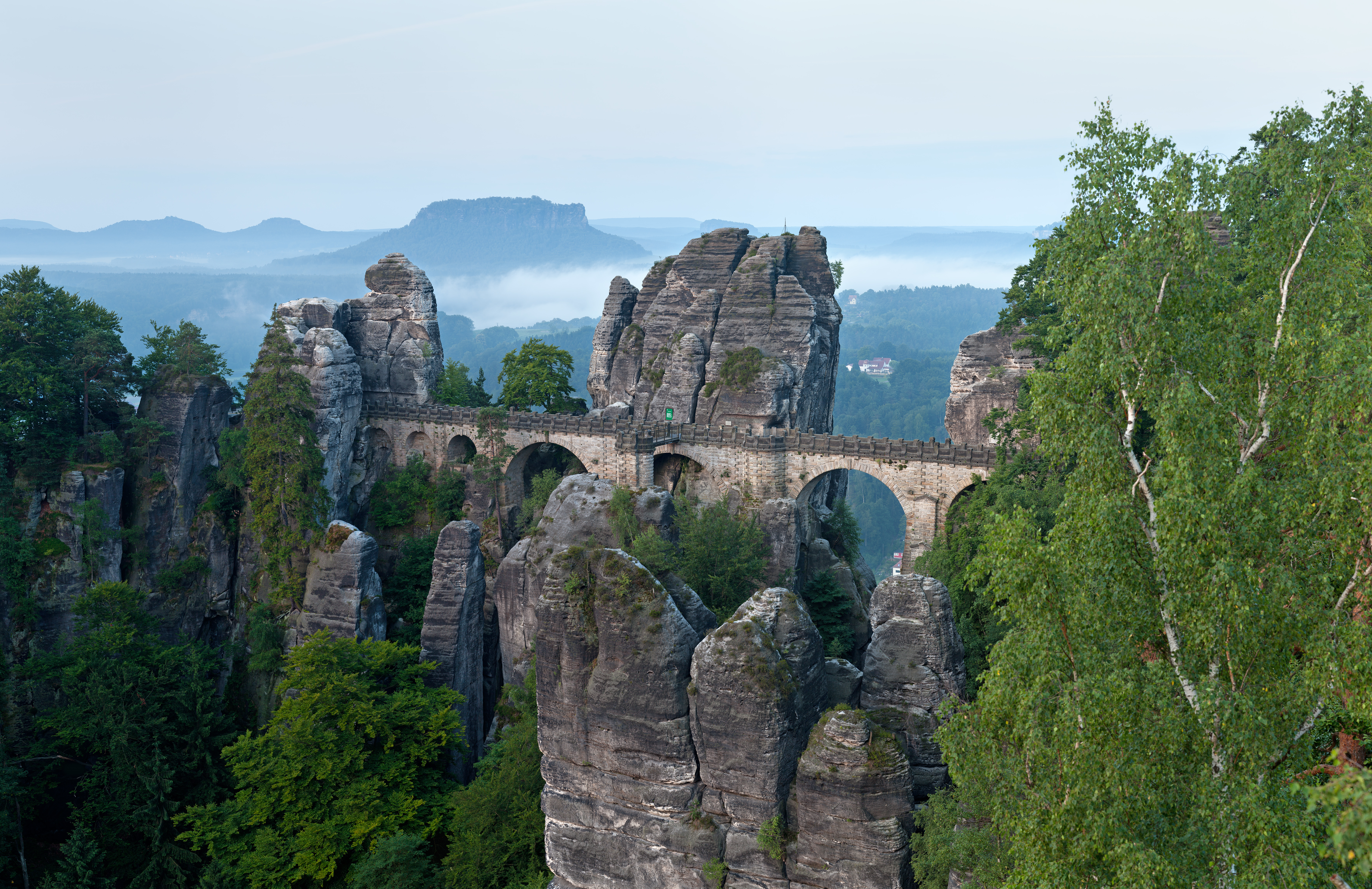

易北河砂岩山脈是歐洲中部的山脈，位於德國東南部萨克森自由州和捷克波希米亚北部区域之間接壤的邊境，其中四分之三区域在德国。最高點海拔高度723米，由砂岩組成的山體在白堊紀形成。

## 保护
易北河砂岩山脉的大部分地区都受法律保护。在德国萨克森瑞士国家公园区域由两部分组成，萨克森瑞士国家公园成立于1990年，覆盖93平方公里的区域；和公园周围的保护区始建于1956年，保护面积287公里平方米。山脉的德国部分于2006年5月被汉诺威地质学院列入德国最重要的77个国家地理环境之一。
山脉的波希米亚部分于1972年建立易北河砂岩景观保护区，面积324平方公里。该景观保护区之核心区于2000年设立波希米亚瑞士国家公园，面积79平方公里，周边的700平方公里作为自然与人文景观受到保护。2004年，易北河砂岩鸟区经捷政府划定，以游隼、长脚秧鸡、雕鸮和黑啄木鸟等鸟类为保护对象。

## 外部連結
- Elbe Sandstone Mountains  （页面存档备份，存于） （德文）（英文）
- Mountain images （页面存档备份，存于） （捷克文）
- Mountain images （页面存档备份，存于） （捷克文）
- Saxon Switzerland （页面存档备份，存于）
- Official tourism portal of the Saxon Elbe Sandstone Mountains （页面存档备份，存于） (in English)
- Tourism portal Elbe Sandstone Mountains （页面存档备份，存于）